# Katḩak-e Gūrā
Katḩak-e Gūrā (persiska: گَنخَكِ كُورا, كورا, Gankhak-e Kowrā, کتحک گورا, کنخک گورا, گنخک کورا) är en ort i Iran.   Den ligger i provinsen Bushehr, i den södra delen av landet, 800 km söder om huvudstaden Teheran. Katḩak-e Gūrā ligger 32 meter över havet och antalet invånare är 293.
Terrängen runt Katḩak-e Gūrā är varierad.Runt Katḩak-e Gūrā är det glesbefolkat, med 15 invånare per kvadratkilometer. Närmaste större samhälle är Kākī, 7,7 km nordväst om Katḩak-e Gūrā. Trakten runt Katḩak-e Gūrā är ofruktbar med lite eller ingen växtlighet.